# Gontran à la recherche d'une profession
Gontran à la recherche d'une profession è un cortometraggio del 1911 diretto da Lucien Nonguet.